# Park Chonghwa
Park Chonghwa (* 29. Oktober 1901 in Seoul; † 13. Januar 1981 ebenda) war ein südkoreanischer Schriftsteller und Lyriker. Sein Künstlername ist Wŏlt’an (월탄|月灘).

## Leben
Park studierte die chinesischen Klassiker an einer privaten Schule, bevor er an der Hwimun-Mittelschule (휘문의숙) eine westliche Ausbildung erhielt. Er machte seinen Abschluss 1920 und war im Oktober des gleichen Jahres an der Gründung des Literaturjournals Literaturfreunde (문우|文友) beteiligt. Ebenfalls 1920 debütierte er in der Literaturwelt, als er seine Gedichte Seelenschmerz der Jugend (오뇌의 청춘) und Milchfarbene Straßen (우유빛 거리) in der ersten Ausgabe des Journals Rosendorf (장미촌) veröffentlichte. 1922 erschienen seine Werke Zurück ins geheime Zimmer (밀실로 돌아가다) und Klagelied (만가) in der ersten Ausgabe der Zeitschrift Weiße Woge (백조). Mit der Veröffentlichung seiner ersten Gedichtsammlung Trauerlieder im schwarzen Zimmer (흑방비곡|黑房悲曲) festigte er seinen Ruf als romantischer Lyriker. Für den Rest seiner Karriere wendete er sich allerdings dem Verfassen historischer Romane zu, die den koreanischen Nationalismus unterstützten.
Die nationale Identität der Koreaner blieb auch weiterhin das dominierende Thema seiner Werke und seines Lebens. Selbst während des Höhepunkts der Verfolgungen während der Kolonialherrschaft Japans weigerte sich Park, einen japanischen Nachnamen anzunehmen oder Mitglied von projapanischen Literaturorganisationen zu werden, wie dies viele seiner Schriftstellerkollegen taten. Während der Kolonialzeit veröffentlichte er diverse Romane, unter anderem Das Blut der Seidenjacke (금삼(錦衫)의 피), Der lang erwartete Frühling (대춘부|待春賦), Die Nacht zuvor (전야) und Gutherzigkeit (다정불심|多情佛心). Nach der Befreiung war er weiterhin im Lager der Nationalisten aktiv, indem er als Vizepräsident der Pan-Koreanischen Literatenvereinigung (전조선문필가협회) wie auch der Pan-koreanischen Föderation für kulturelle Organisationen (전국문화단체총연합회) fungierte. Seine Begeisterung angesichts der Wiedererlangung der koreanischen Unabhängigkeit brachte er auch in seinem Werk Die Nation (민족) zum Ausdruck, dem letzten Band einer Trilogie. Daraufhin wandte sich Park früheren Zeiten zu, um seine Betrachtung der koreanischen Geschichte von einer nationalistischen Perspektive aus fortzusetzen. Dank akkurater Nachforschungen und einem Bewusstsein für Geschichte schaffte er es, in seinen Werken viele koreanische Traditionen und Bräuche lebendig zu halten.

## Arbeiten
Park Chonghwas Kurzgeschichten, Romane und Lyrik sind bisher nur in koreanischer Sprache erschienen. Ins Englische übersetzt wurde nur der Text
- King Sejong, Larchwood Publications (1980)

## Auszeichnungen
- 1966 - 5.16민족상 제1회 문학상 (Nationalpreis des 16. Mai (Literatur))
- 1955 - 제1회 문학공로상 (Preis für literarische Verdienste)